# Lalaine
Lalaine Ann Vergara-Paras (* 3. června 1987 Burbank, Kalifornie), známá pod jménem Lalaine, je americká herečka, zpěvačka, textařka a mluvčí.
Lalaine se nejvíce proslavila v roli Mirandy Sanchez v seriálu Lizzie McGuire vysílaném v letech 2001–2004 na Disney Channelu.

## Osobní život
Lalaine se narodila dne 3. června 1987 v Burbanku ve státě Kalifornie. Oba její rodiče pocházejí z Filipín, z provincií Batangas a Pampanga. Vyrůstala spolu se čtyřmi staršími sourozenci (Marian, Francisco a Cristinav) v Los Angeles.
V červenci 2007 byla Lalaine zatčena a obviněna z trestného činu držení Metamfetaminu. Přiznala svou vinu a podrobila se protidrogovému léčebnému programu. Její záznam byl poté odstraněn.
Lalaine se nyní také podílí na mnoha charitativních akcí, jako je například benefiční koncert proti AIDS nebo *NSYNC.

## Herecká kariéra
Jejím hereckým počátkem byly role Cosetty a Eponiny v muzikálu Les Misérables v Broadway Theatre. Po návratu do rodné Kalifornie účinkovala v několika televizních reklamách, například pro Microsoft a Burger King.
V 1999 roce si poprvé zahrála ve filmu, a to hned dvakrát, nejprve coby Kate ve filmu Annie a krátce na to jako Theresa v Hraniční čáře (Border Line). Její nejúspěšnější rolí však bezesporu byla Miranda Sanchez v seriálu Lizzie McGuire, kde si zahrála spolu s Hilary Duffovou. Dalším úspěchem byl film Jedno přání (You Wish!) z roku 2003, kde si v roli Abby, zahrála spolu s A.J. Trauthem. Ve stejném roce si zahrála také v několika dílech seriálu Buffy, přemožitelka upírů (Buffy the Vampire Slayer). Další významnější rolí byla Norma ve filmu Promised Land z roku 2004. V roce 2007 přišla na řadu další významná role, a to Tutti ve filmu Krok správným směrem (Her Best Move). V roce 2009 Lalaine zazářila ve filmu Royal Kill jako Jan a v současné době natáčí nový film Easy A.

### Filmografie
Tabulka filmů a seriálů, ve kterých Lalaine účinkovala:
| Rok       | Originální název            | Český název               | Role            |
| --------- | --------------------------- | ------------------------- | --------------- |
| 1999      | Annie                       |                           | Kate            |
| 1999      | Border Line                 | Hraniční čára             | Theresa         |
| 2001–2004 | Lizzie McGuire              | Lizzie McGuire            | Miranda Sanchez |
| 2003      | You Wish!                   | Jedno přání               | Abby            |
| 2003      | Buffy the Vampire Slayer    | Buffy, přemožitelka upírů |                 |
| 2004      | The Buzz                    |                           |                 |
| 2004      | Promised Land               | Promised Land             | Norma           |
| 2005      | Lagot ka... isusumbong kita |                           |                 |
| 2007      | What's Stevie Thinking?     |                           | Miranda Sanchez |
| 2007      | Her Best Move               | Krok správným směrem      | Tutti           |
| 2009      | Royal Kill                  |                           | Jan             |
| 2010      | Easy A                      |                           |                 |

## Hudební kariéra
V roce 2003 Lalaine vydala album Inside Story.
Následně podepsala nahrávací smlouvu s Warner Bros. V roce 2005 vydala singl „I'm Not Your Girl“ a remixoval skladbu „Cruella Devil“ pro album DisneyMania 3.
Písně „I'm Not Your Girl“ a „Did You Hear About Us?“ z nevydaného alba Haunted jsou veřejně dostupné. Ostatní jako „Real Life“, „No More“, „Doing Just Fine“ a „More Than Words Can Say“ unikly na internet.

## Diskografie

### Alba
| Album        | Rok  |
| ------------ | ---- |
| Inside Story | 2003 |

### EP
| EP      | Rok  |
| ------- | ---- |
| Haunted | 2004 |

### MySpace Music
| Píseň                        | Období    |
| ---------------------------- | --------- |
| „Always Too Good To Be True“ | 2008–2009 |
| „My Jam“                     | 2008–2009 |
| „This Wont Hurt A Bit“       | 2008–2009 |
| „Hide“                       | 2009–     |

### Nevydané písně
| Píseň                     |                        |
| ------------------------- | ---------------------- |
| „No More“                 | z nevydaného alba 2005 |
| „On The Edge of Goodbye“  | z nevydaného alba 2005 |
| „Doing Just Fine“         | z nevydaného alba 2005 |
| „Hey Now“                 | z nevydaného alba 2005 |
| „Real Life“               | z nevydaného alba 2005 |
| „More Than Words Can Say“ |                        |

### Singly
| 2003 | „You Wish!“         | Inside Story  | — | — | —  |
| 2005 | „Cruella De Vil“    | DisneyMania 3 | — | — | —  |
| 2005 | „I'm Not Your Girl“ | —             | — | — | 21 |

## Ocenění a nominace
| Rok  | Award              | Kategorie                                                               | Role                             | Výsledek  |
| ---- | ------------------ | ----------------------------------------------------------------------- | -------------------------------- | --------- |
| 2000 | Young Artist Award | Nejlepší výkon v hraném nebo televizním filmu – Kategorie mladých herců | Kate v Annie                     | nominace  |
| 2002 | Young Artist Award | Nejlepší výkon v TV seriálu (Komedie nebo drama)                        | Miranda Sanchez v Lizzie McGuire | nominace  |
| 2002 | Young Artist Award | Nejlepší výkon v TV komediálním seriálu – Kategorie mladých hereček     | Miranda Sanchez v Lizzie McGuire | vítězství |
| 2003 | Imagen Award       | Nejlepší herečka ve vedlejší roli                                       | Miranda Sanchez v Lizzie McGuire | nominace  |
| 2003 | Young Artist Award | Nejlepší výkon v TV seriálu (Komedie nebo drama)                        | Miranda Sanchez v Lizzie McGuire | nominace  |